# Blue Max (jeu vidéo, 1990)
Ne pas confondre avec le jeu vidéo Blue Max sorti en 1983.
Pour les articles homonymes, voir Blue Max.
Blue Max est un jeu vidéo de simulation de combat aérien conçu par Paul Butler et Rick Banks et publié par Three-Sixty Pacific en 1990 sur IBM PC. Le jeu se déroule pendant la Première Guerre mondiale et propose trois campagnes.

## Accueil
| Blue Max    |      |       |
| Média       | Pays | Notes |
| Amiga Power | FR   | 52 %  |
| Gen4        | FR   | 86 %  |
| Joystick    | FR   | 65 %  |
| The One     | FR   | 90 %  |
| Tilt        | FR   | 17/20 |